# Porpora (araldica)
Il porpora, detto anche paonazzo, è uno smalto araldico di colore variabile dal grigio bruno al rosso violaceo. Nella rappresentazione monocromatica è simbolizzato da linee parallele diagonali inclinate a 45° e dirette dall'angolo superiore sinistro dello scudo (a destra per l'osservatore) verso l'angolo inferiore destro (alla sinistra dell'osservatore).

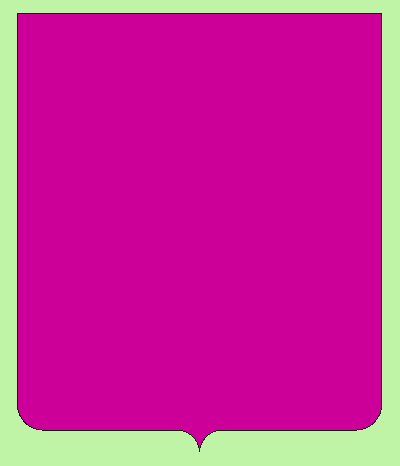
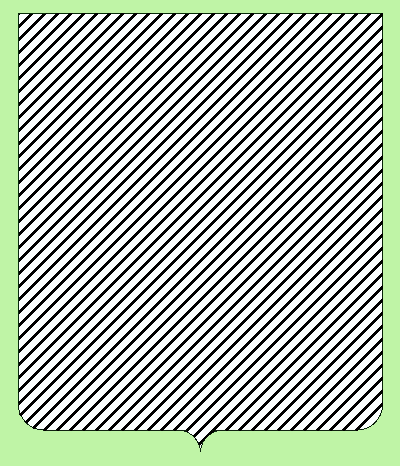

Negli stemmi più antichi non era presente; successivamente fu impiegato sia come metallo che come colore (come le pellicce) e solo negli ultimi tempi divenne esclusivamente un colore.
È piuttosto raro e si incontra soprattutto nel blasone degli ecclesiastici; è porpora il colore distintivo dei vescovi e soprattutto in tale impiego è conosciuto come paonazzo. Porpora era anche il colore imperiale per eccellenza, particolarmente se in accostamento all'oro.
Nell'araldica inglese viene definito mercurio il porpora presente sugli stemmi dei principi sovrani. Anche, nell'inglese il colore è chiamato purpure, non l'abituale purple.
Il colore porpora è molto impiegato come smalto per grappoli d'uva.
Tra le virtù spirituali simboleggia fede, temperanza, castità, verecondia, devozione. Per le qualità mondane è simbolo di nobiltà cospicua, signorile grandezza, ricompensa d'onore, ricchezza, liberalità, sovranità e regia dignità. Nei tornei era simbolo di amore.
Nell'araldica italiana il porpora indica un rosso molto forte, mentre nell'Araldica francese indica più un viola.

Di porpora, a due croci scorciate d'argento (Buttigliera d'Asti)
Di porpora, con croce greca d'oro, collocata in capo a destra, seguita dalle lettere maiuscole d'oro S. P. Q. R. poste in banda e scalinate (stemma di Roma)
Di porpora, alla croce d'argento. (Tuscania)
Sbarrato di quattro pezzi di argento e di porpora (Burgos, provincia di Sassari)

In francese la parola mauve indica il color malva, simile al violetto, per cui lo smalto porpora è utilizzato anche come arma parlante.

Stemma del comune di Mauves-sur-Loire, Francia